# Krav magá
El krav magá (del hebreo: [קרב] krav, 'combate'; y [מגע] magá, 'contacto': ‘combate de contacto’) es el sistema oficial de lucha y defensa personal usado por las Fuerzas de Defensa y Seguridad israelíes, conocido en sus comienzos como krav.

## Descripción
Esta forma de combate cuerpo a cuerpo incluye métodos de defensa contra uno o varios atacantes, en respuesta a una amplia y variada gama de agresiones. Abarca tanto agresiones con las manos vacías, es decir sin armas, como con armas simples. También comprende técnicas de desarme y defensa contra portadores de diversos tipos de objetos.

## Historia
Fue desarrollado a partir de los años 1930 por Imi Lichtenfeld primero en Checoslovaquia y después en el Mandato británico de Palestina. Tras llegar al Mandato británico de Palestina, antes de la creación del Estado de Israel, Lichtenfeld empezó a enseñar el combate mano a mano a la Haganá, la más importante fuerza paramilitar sionista.
| Blanco   |
| Amarillo |
|          |
| Naranja  |
|          |
| Verde    |
|          |
| Azul     |
|          |
| Marrón   |
|          |
| Negro    |
|          |
|          |
|          |
|          |

Después de la creación del Estado de Israel, en 1951, el krav magá fue adoptado como sistema de combate, tácticas de defensa, combate cuerpo a cuerpo y defensa personal por las Fuerzas de Seguridad y Defensa de Israel, la Policía Nacional de Israel, así como sus diferentes unidades antiterroristas y de fuerzas especiales. Por lo tanto, el krav magá pasó a convertirse en un sistema de instrucción de combate de aplicación básicamente militar.
Cuando Lichtenfeld se retiró tras una larga carrera como instructor de combate en las Fuerzas de Defensa de Israel (FDI), empezó a enseñar el krav magá a la población. De este modo, el krav magá regresó a sus orígenes históricos como disciplina de defensa personal civil que ha tenido una gran expansión en los últimos años. Su difusión por los Estados Unidos y Europa ha contribuido a enfatizar su vertiente de sistema de defensa personal apto para cualquier persona adulta sin distinción de género, edad o condición física.
Imi Lichtenfeld nació en Budapest, Hungría, el 26 de mayo de 1910, y creció en Bratislava, en la antigua Checoslovaquia. Su padre era detective jefe y parte de su trabajo consistía en enseñar a los policías bajo sus órdenes algunos movimientos básicos de defensa personal, estos despertaron su interés por la defensa personal; llevando a que más adelante Imi creara el sistema krav magá.
Desde muy joven, se involucró en la práctica intensiva de una amplia gama de deportes incluyendo: gimnasia olímpica, lucha olímpica y boxeo. Incluso en 1928 Lichtenfeld ganó el campeonato juvenil nacional de lucha y en 1929 el campeonato para adultos de los pesos medios. Durante ese mismo período, también ganó el campeonato nacional de boxeo y un campeonato internacional de gimnasia olímpica. Desde 1930 Lichtenfeld no solo compitió, sino que llegó a ser un gran entrenador.
En 1935 las condiciones económicas y sociales comenzaron a cambiar en Bratislava, Imi Lichtenfeld organizó la resistencia judía en su ciudad, y les enseñó cómo defenderse de los crecientes grupos antisemitas y fascistas, descubriendo que el combate real era bastante diferente del combate deportivo, revaluando sus ideas y entrenamiento. Tras el auge del nazismo en Checoslovaquia en 1940, abandonó Bratislava a bordo de un barco de refugiados. Posteriormente se unió al ejército británico y formó parte de la legión checa en el norte de África.
Casi al final de la guerra, en 1944, se trasladó a Palestina. Inicialmente en el mandato británico, para después unirse a la organización en pro del estado israelí, la “Haganá”, donde comenzó a enseñar acondicionamiento físico, natación, lucha y a desarrollar técnicas de autodefensa, modificadas para el ejército, incluyendo las primeras defensas contra varios tipos de armas de fuego y de asalto, además de los entrenamientos en diferentes escenarios y situaciones. También enseñó al grupo Palmach y a grupos de la policía.
Entre los años 1948 y 1967 Lichtenfeld llegó a ser el instructor jefe de autodefensa en el ejército Israelí, dentro de la IDF. 
En 1967, Lichtenfeld dejó al ejército y abrió dos escuelas privadas, comenzando a enseñar autodefensa a civiles y jóvenes. Comenzó a enseñar a un grupo de diez estudiantes. En el año 1978, Lichtenfeld dio a conocer su sistema con el nombre de krav magá (disciplina de defensa personal y combate cuerpo a cuerpo), que rápidamente llegó a conocerse en Israel y después por todo el mundo. El primer curso fue impartido en la academia de deportes más grande de Israel, el Instituto Wingate.
El krav magá es un sistema de combate que requiere mucha voluntad y disciplina, permitiendo al individuo defenderse por sí mismo rápida y efectivamente contra atacantes armados o no, en situaciones que no le son familiares y en las que le limitan el movimiento. Es un sistema de autodefensa simple y efectivo basado en principios fundamentales, movimientos naturales e instintivos y técnicas prácticas.

## Concepto

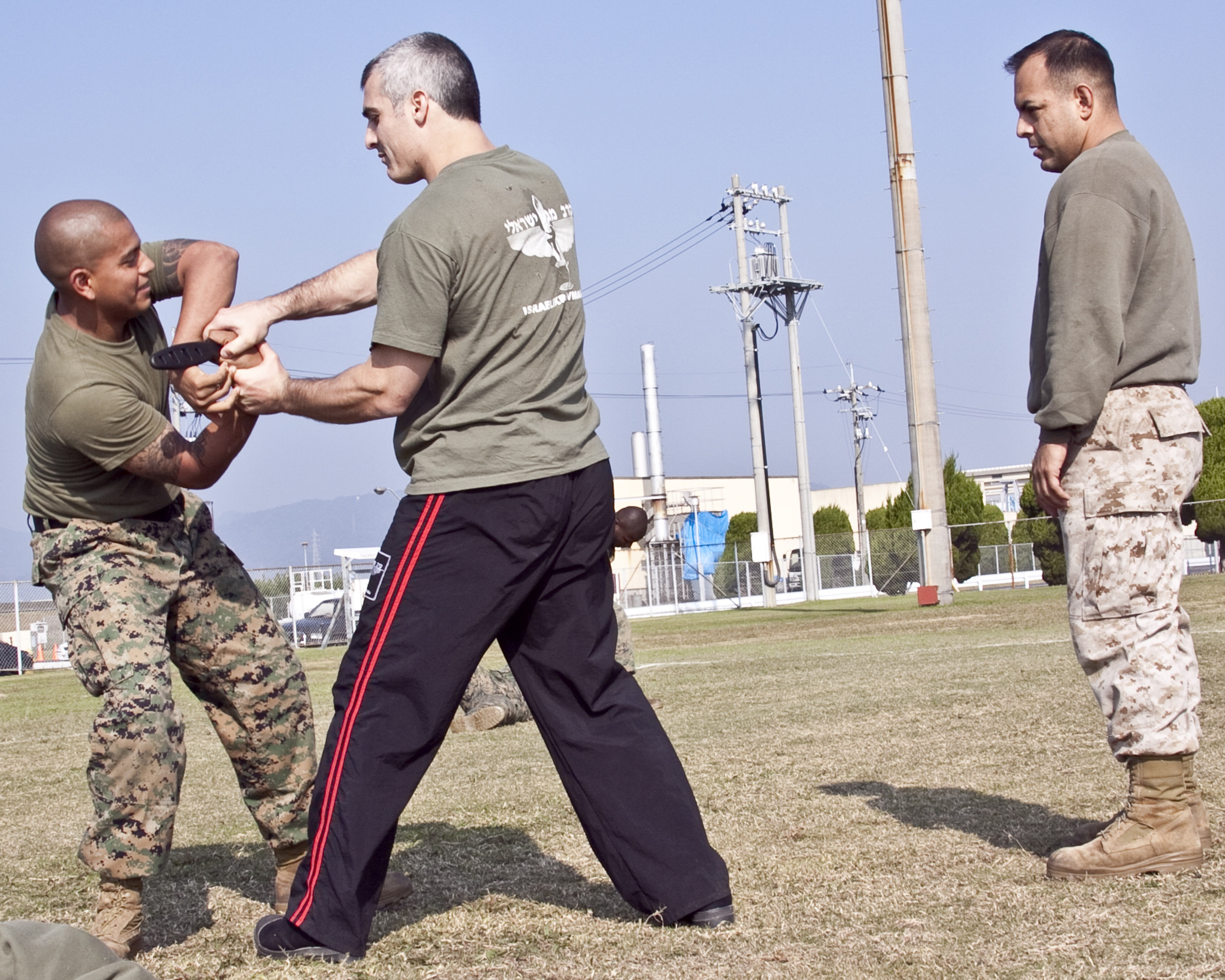
Entrenamiento de los marines estadounidenses practicando técnicas de combate militar cuerpo a cuerpo, propias del krav magá.

La idea básica consiste en ocuparse primero de la amenaza inmediata (por ejemplo, un estrangulamiento contra el practicante), impedir que el agresor vuelva a atacar y finalmente, neutralizar al contrario. Se hace énfasis en quitarle de inmediato la iniciativa al agresor. Es lícito huir (retirada táctica), si la situación lo determina. El krav magá sirve ante contrarios armados y ante contrarios múltiples. También permite combatir en espacios cerrados, como aviones, ascensores o automóviles.
El krav magá cuenta con muchas técnicas de desarme, y en su práctica se hace énfasis en el combate, en circunstancias fuera de lo común, lo que implica adiestramiento en espacios angostos, o con poca iluminación, arrinconamientos, desde el suelo, defensa en posición de sentado y, sobre todo, defensa en situaciones individuales y grupales de alto estrés y realismo.
En síntesis, los principios fundamentales de combate dictan que toda respuesta de defensa personal debe cumplir con todo lo siguiente:
En una situación dada, la defensa y el ataque deben ser:
- Lo más rápidos posible, ya que ni las defensas ni los ataques lentos llegarán a tiempo.
- Lo más fuertes posible, ya que los ataques débiles no harán daño y las defensas débiles serán vencidas fácilmente.
- Lo más cortos posible, ya que los movimientos largos requieren más tiempo para realizarse.
- Lo más naturales posible, ya que bajo la presión de ser agredido es difícil ejecutar correctamente movimientos finos o complejos y afloran movimientos instintivos.

## Técnicas
Estos cuatro principios desde luego deben ser aplicados en la medida que resulten útiles, para cumplir los objetivos de defenderse y contraatacar efectivamente. Por ejemplo, no sería correcto buscar golpear tan fuerte, hasta el punto en el que ejecutar ataque, lastime a uno mismo o buscar defenderse con movimientos tan naturales que, carezcan de técnica alguna, convirtiéndose en movimientos brutos sin ser pensados antes.
Algunos de los enfoques clave de las técnicas en Krav Maga son, como se describió anteriormente, la efectividad y la respuesta instintiva bajo estrés. Para ello, Krav Maga es un sistema ecléctico que, no ha buscado reemplazar las técnicas efectivas existentes, tomando lo útil de los sistemas disponibles, por ejemplo:
- Golpes: según el kárate y boxeo.
- Defensa contra golpes: según el kárate, aikido y boxeo.
- Derribos y lanzamientos: por judo, kárate, aikido y lucha libre olímpica.
- Pelea en el suelo: por judo y lucha libre olímpica.
- Se escapa de estrangulamientos y agarres: por judo, aikido y lucha libre olímpica.
- Defensas con armas de mano vacía: por aikido y kárate.
- Uso de armas contundentes: por kárate y aikido.

## Polémica

Ilustración que representa la técnica del anzuelo (fish hooking), usada en el krav magá.

El krav magá es un sistema de combate creado y desarrollado para uso práctico en situaciones de riesgo reales y no predecibles. No tiene una vertiente deportiva o competitiva, su efectividad no puede ser apropiadamente comprobada en un tatami o en un cuadrilátero, sino únicamente en un combate en el que las partes no busquen competir, sino verdaderamente hacerse daño mediante cualquier recurso. No se trata de un deporte de combate, y varias de sus técnicas podrían considerarse antideportivas, pero esto se debe a que la finalidad del sistema no es obtener la victoria en un combate, sino salir con vida de un enfrentamiento real, haciendo uso de cualquier medio disponible. También, por esa misma razón, no existe un único programa de enseñanza y evaluación del krav magá, aunque en algunas federaciones se utilice el tradicional sistema de grados con cinturones de colores, o (kyu - dan) tomado del judo; para establecer los progresos del practicante.
El 11 de junio de 2010 se reconoció al krav magá en el Consejo Superior de Deportes de España bajo la Federación Española de Lucha.